# 彼得·霍夫曼
彼得·霍夫曼（德語：Peter Hofmann，1955年10月17日—），德国前男子手球运动员。他曾代表东德国家队参加1988年夏季奥林匹克运动会手球比赛，结果队伍获得第七名。